# 석신산 탈수소효소
석신산 탈수소효소(succinate dehydrogenase,succinic, 酸脫水素酵素) 또는 숙신산 탈수소효소는 미토콘드리아막 결합 단백질의 하나이다. TCA 회로(시트르산 회로)에서 석신산으로부터 수소 2개를 빼내고 푸마르산을 생성하는 반응을 가역적으로 촉매하는 효소이다. 동식물계에 널리 존재하며, 거의 모든 세포에서 발견된다.

## 보결원자단
석신산 탈수소효소는 보결분자단(원자단)으로 FAD를 사용하고 반응의 첫 단계에서 FADH2를 생성한다.

## 같이 보기
- 석시닐-CoA 합성효소
- 푸마라아제